# Церква святих Сьомочисельників
Церква Святих Сьомочисельників у Софії — колишня «Чорна мечеть», зведена 1528 року за султана Сулеймана Пишного. Мечеть була квадратною в плані спорудою з куполом, вкритим свинцем. Народні чутки приписували її спорудження знаменитому зодчому Сінану. У подальшому за нею закріпилось ім'я Мехмеда-паші, хоча про його участь у зведенні споруди в джерелах не повідомляється.
Після звільнення Болгарії від турецького гніту Олександр Померанцев виступив 1901 року з пропозицією переобладнати закинуту мечеть на православну церкву, тим більше що деколи на її місці стояла жіноча обитель при Рильському монастирі. До реалізації цієї ідеї підключився прем'єр-міністр Петко Каравелов, який тут і знайшов свій останній притулок. Роботи з перебудови мечеті тривали тільки рік, й уже 27 липня 1903 року храм було освячено в ім'я «сьомочисельників» — святих Кирила, Мефодія та їх п'яти учнів.
Під час перебудови будівлі були розібрані старовинне медресе й мінарет з чорного граніту, який дав мечеті її назву. Традиційний для болгарської архітектури вигляд будівлі надають кутові куполи, дзвіниця й нартекс, спроектовані архітекторами Мілановим та Момчиловим. Під час будівельних робіт у підвалинах храму було розкрито фундаменти ранньохристиянської церкви, датованої V століттям, та більш стародавнього Асклепіуму.